# 佩苏埃拉-德拉斯托雷斯
佩苏埃拉德拉斯托雷斯，是西班牙马德里自治区的一个市镇。总面积41平方公里，总人口798人（2013年），人口密度19人/平方公里。